# Parcs et espaces verts dans le borough londonien de Tower Hamlets

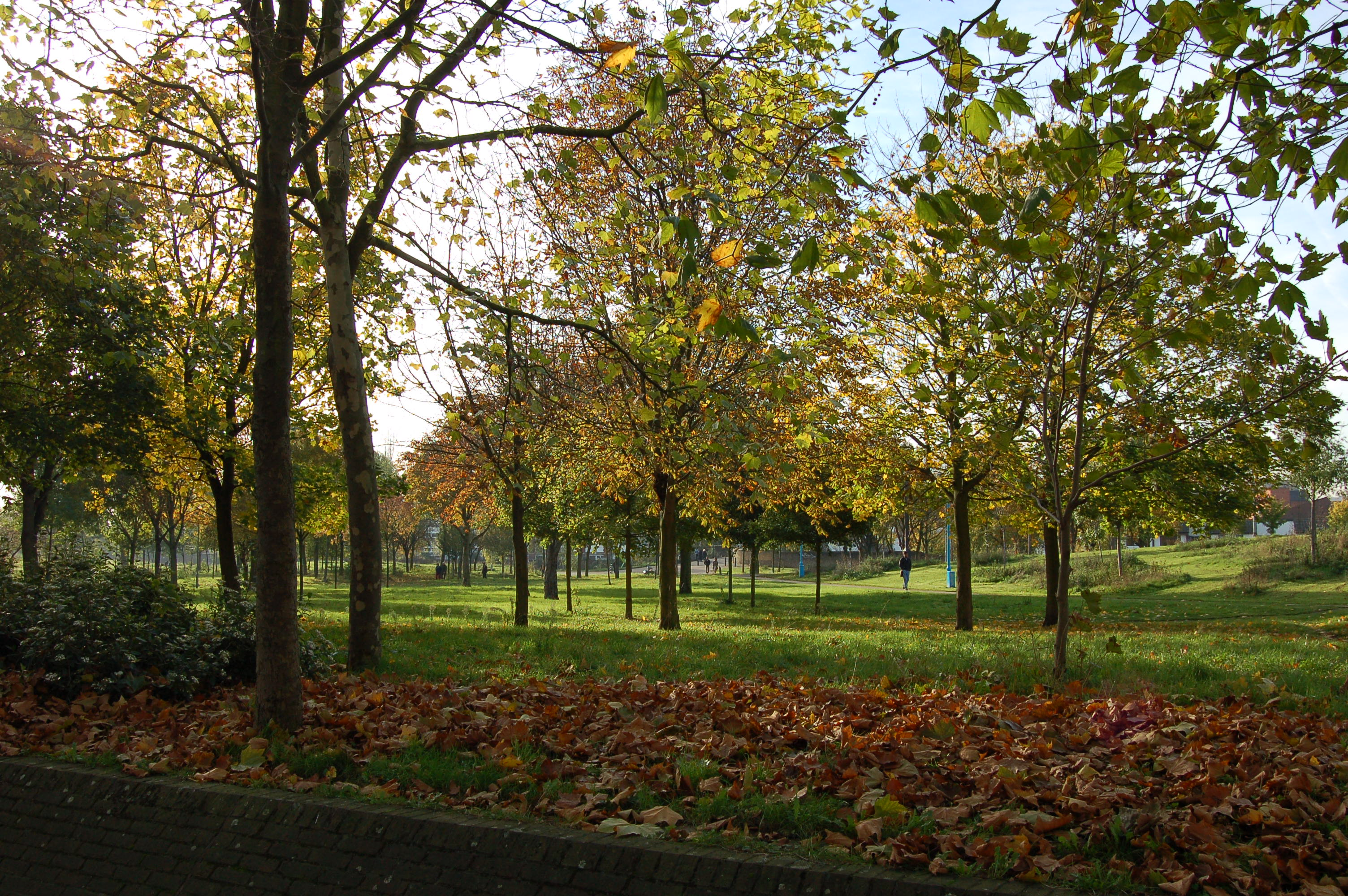
Mile End Park, au sud de Mile End Road

Le borough londonien de Tower Hamlets, bien qu’il soit proche du centre de Londres et conserve peut-être l’idée qu’il s’agit de la zone des docklands, compte plus de 100 zones de parcs et d’espaces verts dans ses limites. Celles-ci vont de l'immense (Victoria Park) aux petits jardins et places. À l'instar de tous les borough londonien, ces espaces verts constituent des "poumons" pour les loisirs des habitants.

## Principaux parcs et espaces verts
Les principaux parcs de Tower Hamlets sont:
- Victoria Park: 86,18 hectares (213,0 acres)[1], créé en 1884
- Mile End Park: 32 hectares (79 acres)[2], (s'étend de Limehouse à Victoria Park le long du Regent's Canal; stade international d' athlétisme
- Mudchute Park: 13 hectares[3], qui comprend la plus grande ferme urbaine d'Europe
- l'Olympic Park est en partie dans le borough

Les plus petits parcs du borough comprennent:
- Altab Ali Park, Whitechapel
- Allen Gardens à Shoreditch
- St Mary's Park à Aldgate
- Bartlett Park à Poplar
- Island Gardens: 1,12 hectare (2,8 acres)[4].  Thames Riverside Park
- King Edward Memorial Park: 3.3 hectares (8.2 acres)[5] à Shadwell
- Grove Hall Park à Bow
- St George's Gardens autour de l'église St George in the East de Nicholas Hawksmoor
- Tower Hamlets Cemetery Park à Bow et réserve naturelle locale de la promenade Ackroyd à Bow Common

## Eau
Tower Hamlets est un borough, au bord d'une rivière et l'un des plus grands espaces en plein air. Un sentier balisé en bordure de rivière existe depuis Tower Bridge, à l’ouest, autour de l'Isle of Dogs, et laisse le borough à la croisée de la rivière Lee. Bien que les procédures de planification aient tenté d'ouvrir et de protéger l'accès à la rivière, les promoteurs privés ont souvent verrouillé les portes et empêché l'accès à des zones qui devraient être publiques. Il existe par ailleurs des escaliers publics permettant d'accéder à l'estran. 
- La rivière Lea constitue la limite Est du borough. Le chemin de halage est adapté à la marche et aux cyclistes. Il est facilement accessible depuis Three Mills (près de Bow) et donne accès aux Hackney Marshes et au Lee Valley Park.
- Limehouse Cut est un canal traversant le borough allant de la Tamise au Limehouse Basin, rejoignant la Rivière Lee Navigation, à Bromley-by-Bow.
- Le Regent's Canal pénètre dans Tower Hamlets depuis le borough londonien de Hackney et rejoint la Tamise au Limehouse Basin.
- Le Hertford Union Canal relie le Regent's Canal à la Rivière Lee Navigation à Old Ford Lock. Il forme la limite sud de Victoria Park.

## Fermes
- Mudchute Farm
- Stepney City Farm (Ancienne ferme Stepping Stones, créée en 1979)